# Theodor Inama von Sternegg

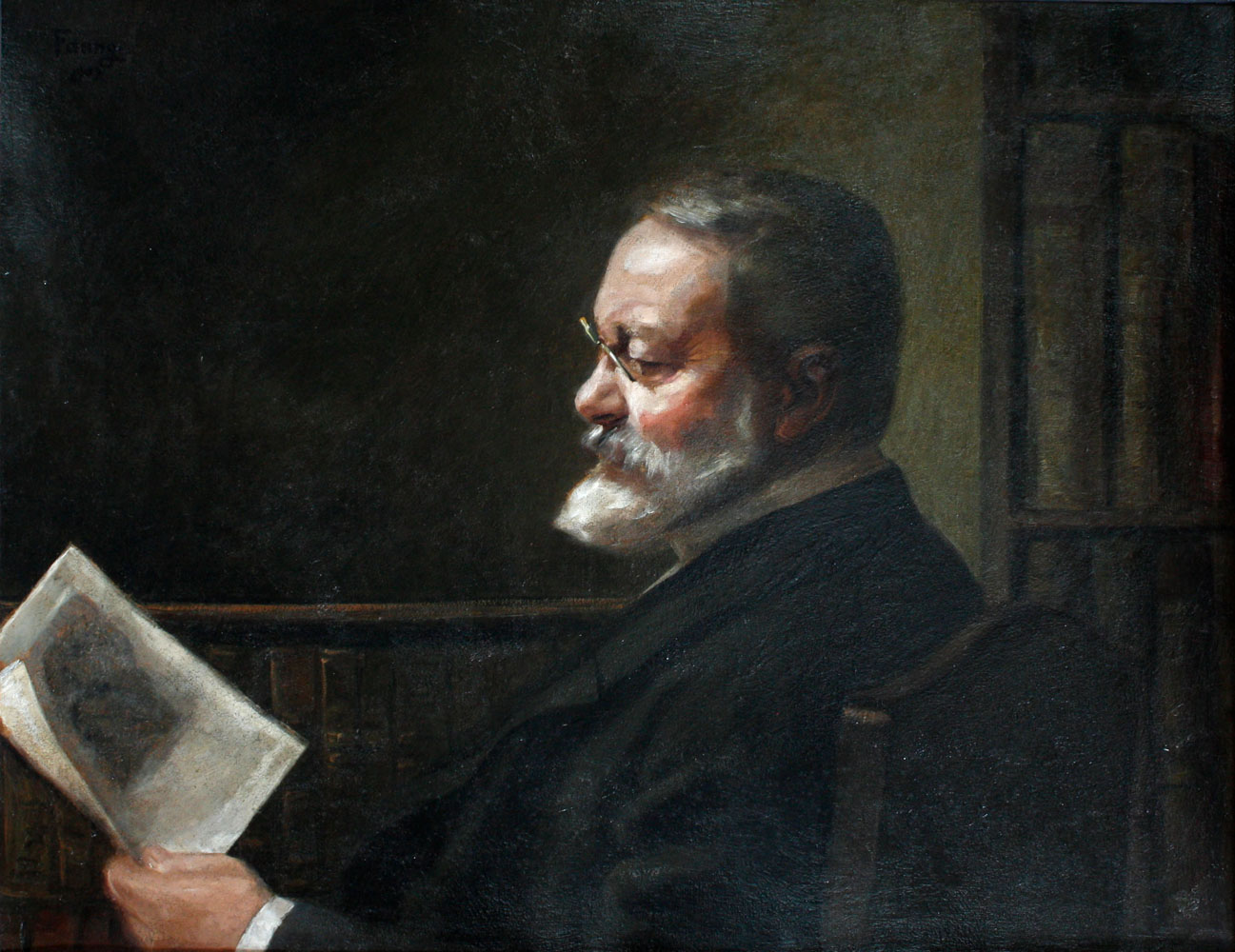
Karl Theodor Inama von Sternegg, Porträt von Fanny Inama von Sternegg (1907)

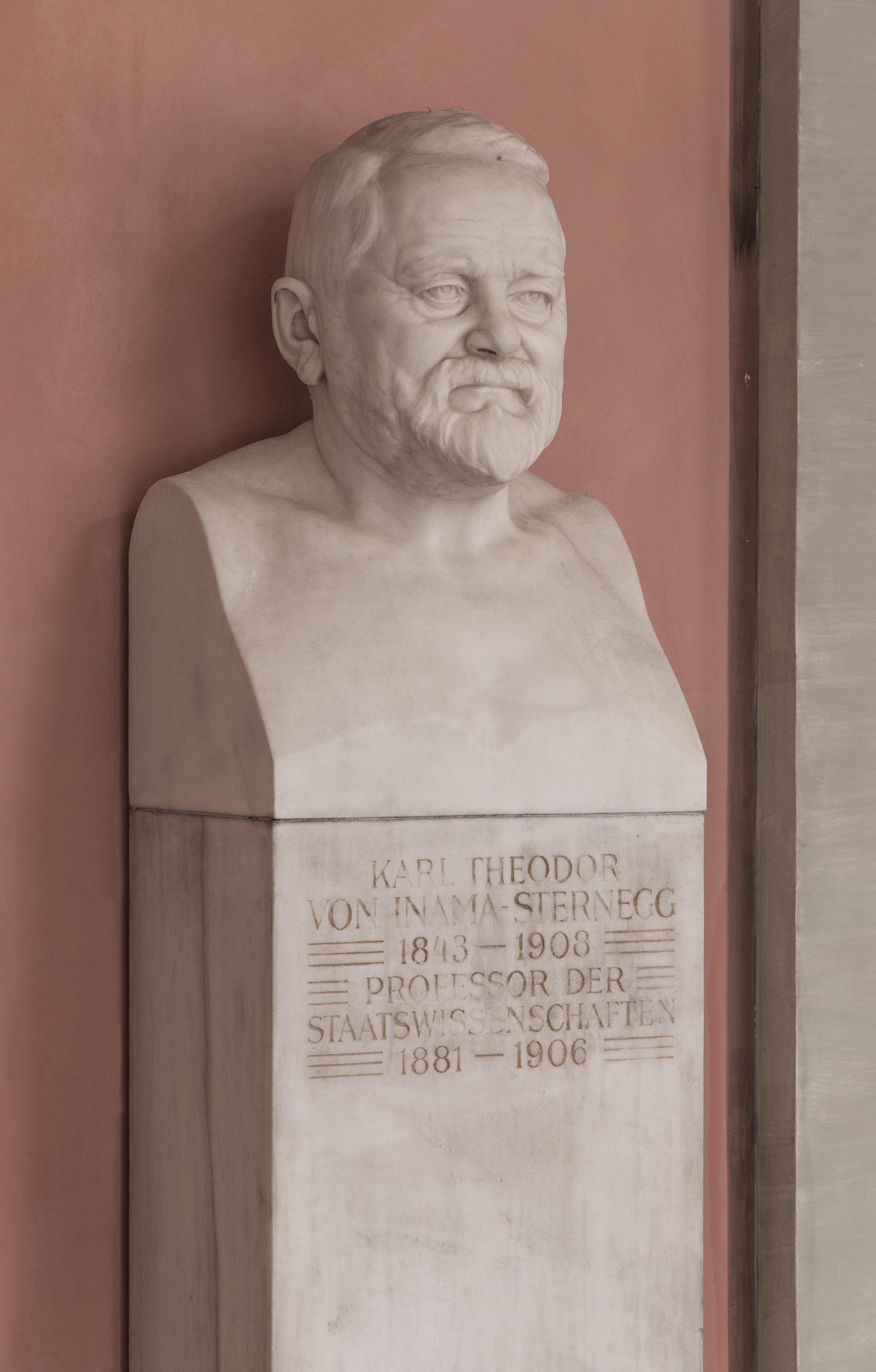
Büste im Arkadenhof der Universität Wien

Karl Theodor Ferdinand Michael Inama von Sternegg (* 20. Januar 1843 in Augsburg; † 28. November 1908 in Innsbruck; auch von Inama-Sternegg) war ein deutsch-österreichischer Staatswissenschaftler, Statistiker und Wirtschaftshistoriker.

## Leben
Theodor Inama von Sternegg stammt aus der Familie Inama, deren Wurzeln im Nonstal (Welschtirol) liegen. Seine Eltern waren der bayerische Oberstaatsanwalt Johann Inama von Sternegg (1807–1868) und Emilie, geb. Aschenbrier (1812–1843), Tochter des bayerischen Geheimrats und Regierungs-Finanzkammerdirektors Michael Ritter von Aschenbrier und der Anna, geb. Wagner. Inama-Sterneggs Großvater mütterlicherseits, Michael von Aschenbrier, war ein Schwager des bayerischen Finanzministers Josef Ritter von Aschenbrenner. Seine Mutter und die Mutter des Friedrich von Zoller waren Schwestern, mithin war der gleichaltrige General Zoller sein Vetter. Seine Stiefmutter war Franziska, geb. Freiin von Stengel (1825–1875), Tochter des bayerischen Appellationsgerichtspräsidenten Karl Freiherr von Stengel († 1865) und der Julie, geb. von Meyer († 1883).
Er studierte an der Universität München Geschichte, Jura und Wirtschaftswissenschaften und wurde dort im Jahr 1865 mit seiner Preisarbeit Die wirtschaftlichen Folgen des Dreißigjährigen Krieges (in: Historisches Taschenbuch, 1864) promoviert. Anschließend habilitierte er sich dort im Jahr 1867.
Im Jahr 1868 ging er an die Universität Innsbruck. In Innsbruck wurde er Mitglied der schlagenden Studentenverbindung Akademischer Gesangsverein. 1880 wurde er an die Karls-Universität Prag berufen. Im Folgejahr 1881 wurde er zum Direktor der administrativen Statistik und 1884 zum Sektionschef und Präsidenten der Statistischen Zentralkommission ernannt.
Er war zugleich Honorarprofessor an der Universität Wien und organisierte 1890 zum ersten Mal eine zentrale Bearbeitung der österreichischen Volkszählung mit elektrischen Maschinen.
Inama-Sternegg redigierte seit 1881 die Statistische Monatsschrift. Er war Gründer der amtlichen Veröffentlichungen der Statistischen Zentralkommission und damit Herausgeber von Österreichische Statistik, Statistisches Handbuch und Österreichisches Städtebuch (9. Jahrgang 1902). Außerdem war er Mitherausgeber der Zeitschrift für Volkswirtschaft, Sozialpolitik und Verwaltung (Wien, seit 1892).
1869 heiratete er in Innsbruck Henriette Aigner von Aigenhofen (1849–1917), Mitbesitzerin der allodialisierten Lehensherrschaft Schloss und Hofmark Lichtenwert und Münster im Unter-Inntal, Tochter des kaiserlich-königlichen Finanzrats Karl Ritter Aigner von Aigenhofen († 1894) und dessen erster Ehefrau Amalie, geb. Stanger († 1857). Das Paar hatte zwei Söhne und zwei Töchter, darunter die Malerin Fanny Inama von Sternegg und der Genealoge und Heraldiker Karl Inama von Sternegg.

## Ehrungen
Theodor Inama-Sternegg war unter anderem Mitglied der Akademie der Wissenschaften in Wien, korrespondierendes Mitglied der Accademia dei Lincei, der Preußischen und Bayerischen Akademie der Wissenschaften, Ehrendoktor der Universitäten Wien, Cambridge, Krakau und Czernowitz. Mitglied der Leopoldina wurde er 1886.
Im Jahr 1891 wurde er zum lebenslangen Mitglied des österreichischen Herrenhauses ernannt. 1901 ernannte man ihn zum Geheimrat. Von 1899 bis 1908 war er als Nachfolger von Rawson William Rawson der zweite Präsident des International Statistical Institutes (ISI).

## Schriften
- Verwaltungslehre in Umrissen, Innsbruck 1870
- Untersuchungen über das Hofsystem im Mittelalter, Innsbruck 1872
- Entwickelung der deutschen Alpendörfer, in: Historisches Taschenbuch, 1874
- Über die Quellen der deutschen Wirtschaftsgeschichte, Wien 1877
- Die Ausbildung der großen Grundherrschaften in Deutschland während der Karolingerzeit, Leipzig 1878
- Deutsche Wirtschaftsgeschichte; Band 1: Bis zum Schluß der Karolingerperiode, Leipzig 1879 (Digitalisat); Band 2: Im 10.–12. Jahrhundert, Leipzig 1891; Band 3: In den letzten Jahrhunderten des Mittelalters, 2 Teile, Leipzig 1899–1901[6]
- Zur Verfassungsgeschichte der deutschen Salinen im Mittelalter, Leipzig 1886
- zusammen mit Ernst Mischler: Oesterreichisches Städtebuch – Statistische Berichte der grösseren österreichischen Städte, II. Jahrgang 1888, Verlag von Carl Gerold’s Sohn, Wien 1888
- Sallandstudien, Tübingen 1889
- Abriß der deutschen Wirtschaftsgeschichte, in: Hermann Paul: Grundriß der germanischen Philologie, Straßburg 1889
- Die persönlichen Verhältnisse der Wiener Armen, Wien 1892 u. 1899
- Staatswissenschaftliche Abhandlungen, Leipzig 1903
- als Herausgeber mit Ignaz Vinzenz Zingerle: Die Tirolischen Weistümer (= Österreichische Weistümer. Abt. 5, Bde. 1–4). 4 Bände, Wien 1875–1891[7]
- Alle ADB-Artikel von Karl Theodor von Inama-Sternegg